# 로버르트 아메이랄리

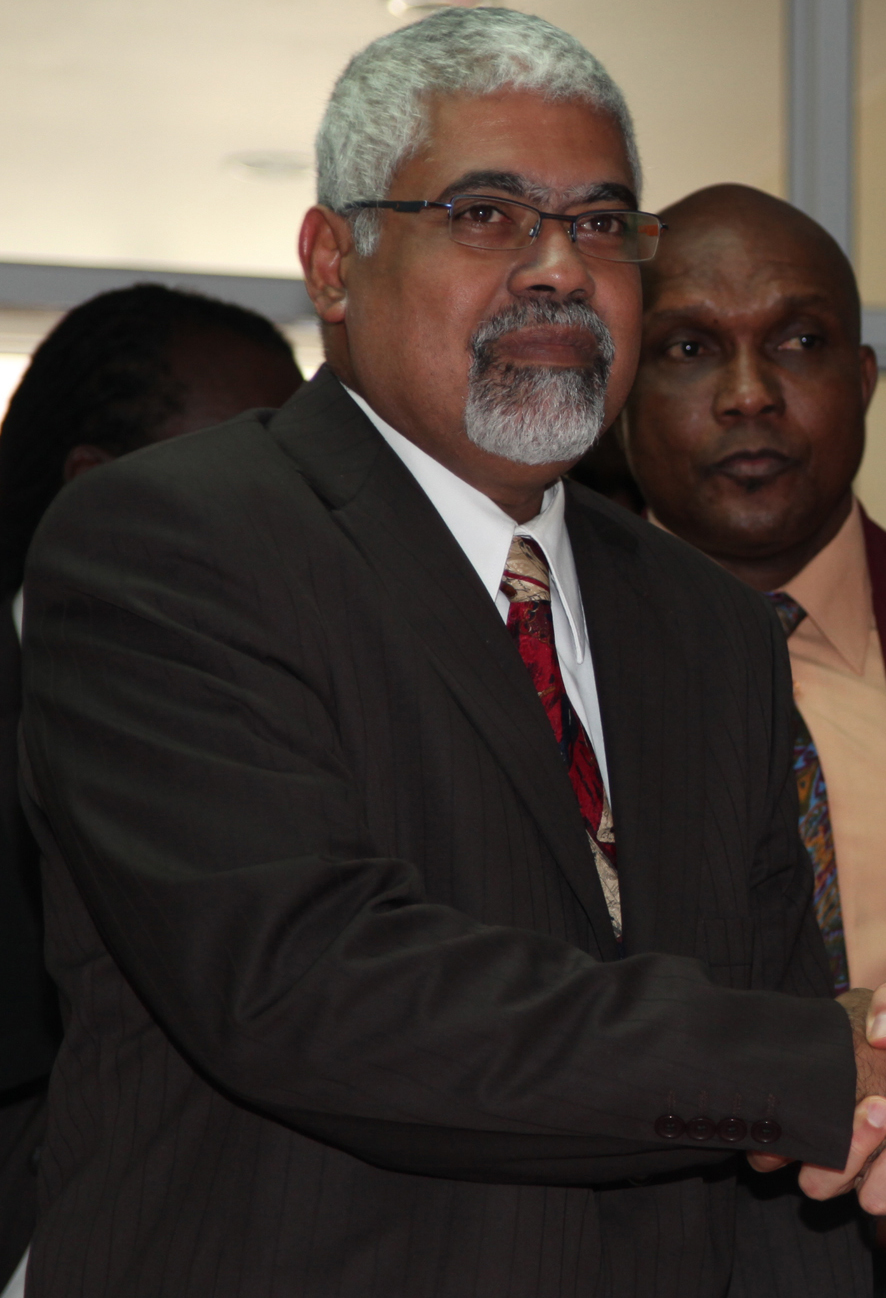

로버르트 아메이랄리(네덜란드어: Robert Ameerali, 1961년 8월 16일 파라마리보 ~ )는 수리남의 정치인으로 소속 정당은 일반해방개발당이다. 2010년 8월 12일부터 수리남의 부통령을 지내고 있다.